# Audronius Ažubalis

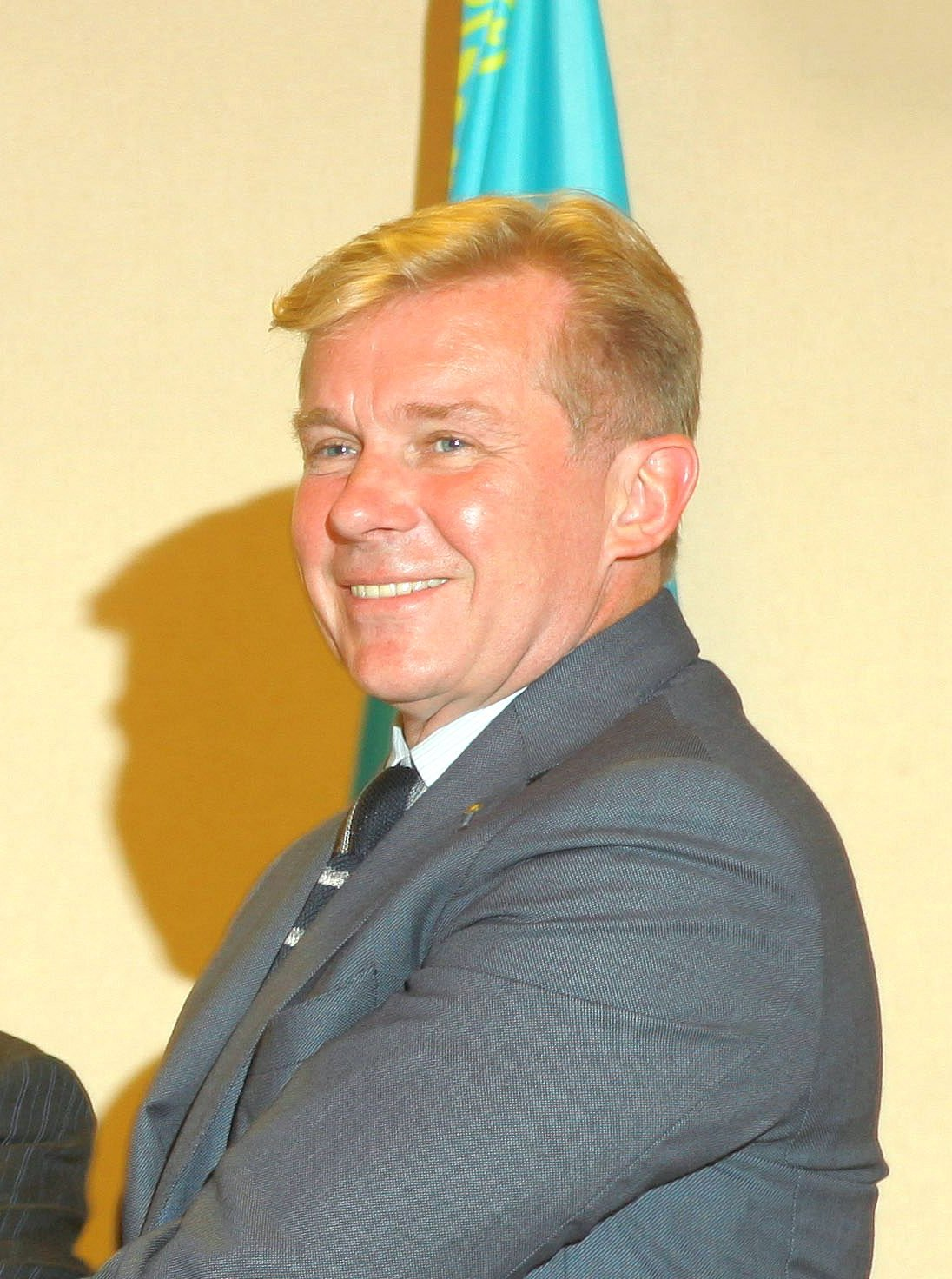
Audronius Ažubalis, 2010

Audronius Ažubalis (* 17. Januar 1958 in Vilnius) ist ein litauischer Politiker, Mitglied des Seimas und ehemaliger Außenminister Litauens.

## Leben
Nach dem Abitur 1976 begann Ažubalis ein Studium der Journalistik an der Universität Vilnius. 1989 absolvierte er das Fernstudium nach dem Armeedienst in der Sowjetunion. 1990 studierte er Politik und Wirtschaft am World Press Institute in St. Paul, Minnesota, (USA).
Von 1979 bis 1988 war er Mitarbeiter der litauischen Rundfunkgesellschaft Lietuvos radijas ir televizija und von 1989 bis 1990 als Korrespondent der Zeitung Atgimimas von Sąjūdis tätig. 1993 gründete er das erste litauische Zentrum für Öffentlichkeitsarbeit und leitete es bis 1996.
Von 1996 bis 2000 war er Mitglied des Seimas, Vorsitzender des Ausschusses für auswärtige Angelegenheiten und stellvertretender Vorsitzender des Europaausschusses. Seit 2004 ist er wieder Mitglied des Seimas, Vorsitzender des Ausschusses für auswärtige Angelegenheiten und vom 11. Februar 2010 bis 2012 Außenminister Litauens (er wurde im Januar 2010 als Nachfolger für den zurückgetretenen Vygaudas Ušackas nominiert).
Von 1998 bis 2000 war er Präsident des litauisch-britischen Verbands „British Chamber of Commerce“, ab 2001 der Nacionalinė žurnalų leidėjų asociacija.
Ažubalis ist verheiratet und hat mit seiner Frau Loreta die Töchter Eglė Marija und Aistė Valerija.